# Elaine Luria
Elaine Goodman Luria, född 15 augusti 1975, är en amerikansk politiker, som tidigare tjänstgjort som officer inom amerikanska flottan. Hon tillhör Demokratiska partiet och var mellan 2019 och 2023 ledamot av Representanthuset i USA:s kongress, där hon representerade delstaten Virginias 2:a kongressdistrikt.
Luria var medlem av Representanthusets kommitté för utredning av händelserna kring stormningen av Kapitolium 2021.
I kongressvalet 2022 besegrades Luria av republikanen Jen Kiggans.